# Furacão Vince (2005)
O Furacão Vince foi um furacão incomum que se desenvolveu no noroeste do Oceano Atlântico. Ele formou-se em Outubro, durante a Temporada de furacões no Atlântico de 2005, em águas que eram consideradas muito frias para o desenvolvimento de tempestades tropicais. Vince foi o vigésimo ciclone tropical e o décimo-segundo furacão da extremamente activa temporada.
O furacão se desenvolveu de um sistema extra-tropical em 8 de Outubro, tornando-se uma tempestade subtropical a sudeste dos Açores. O Centro Nacional de Furacões (CNF) dos Estados Unidos não nomeou a tempestade até o dia seguinte, pouco antes de Vince tornar-se um furacão. A tempestade foi perdendo força no mar, e em 11 de outubro chegou à Península Ibérica como uma depressão tropical. Vince foi o primeiro sistema tropical a fazê-lo desde o Furacão da Espanha de 1842. Ele se dissipou na Espanha, trazendo chuva, muito necessitada, à região, e sua remanescência seguiu para o Mar Mediterrâneo.

## História meteorológica

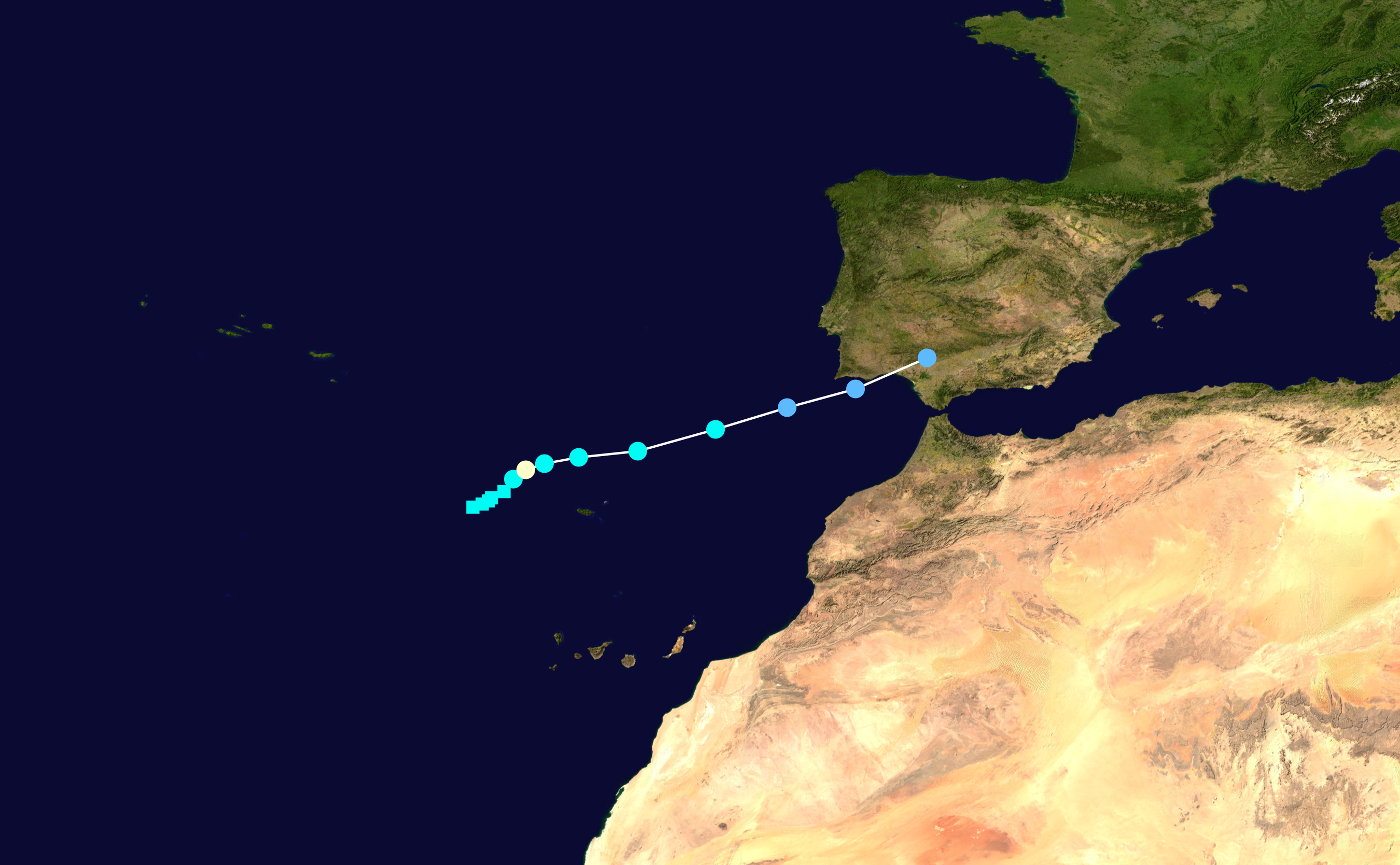
Caminho da tempestade.

Em 5 de outubro, uma tempestade subtropical operacionalmente não-nomeada que passou despercebida pelo CNF foi absorvida por uma frente temperada de baixa pressão, que estava se movendo pelo sudeste dos Açores. O sistema de baixa pressão ficou mais concentrado no seu centro de circulação e perdeu sua estrutura frontal após absorver a tempestade subtropical. O sistema ainda em desenvolvimento tornou-se uma tempestade subtropical no início do dia 8 de outubro, a 580 milhas (930 quilômetros) sudoeste de Lajes, nos Açores. Contudo, o CNF decidiu nomear o sistema Vince no momento, porque a temperatura da água era considerada baixa demais para o desennvolvimento de ciclones tropicais. A tempestade gradualmente ganhou características tropicais, e tornou-se uma tempestade tropical no dia seguinte. Essa transformação ocorreu quando a temperatura da água estava abaixo de 24 °C (75 °F), mais fria do que os 26.5 °C (80 °F) normalmente necessários para o desenvolvimento de tempestades tropicais.
Logo após tornar-se uma tempestade tropical em 9 de outubro, perto do Arquipélago da Madeira e com um olho já presente, o CNF a nomeou oficialmente como Tempestade Tropical Vince e começou a emitir alertas. No momento, não era certo se Vince era tropical ou subtropical, contudo em uma análise posterior o meteorologista James L. Franklin do CNF concluiu que ele se formara como uma tempestade subtropical e evoluiu para uma tempestade tropical antes de ser nomeado. O olho da tempestade rapidamente solidificou-se, alcançando um diâmetro de 15 milhas (25 kilômetros). Esse aumento foi acompanhado pelo aumento da força do furacão, quando Vince atingiu ventos de 120 km/h, seu pico, e foi classificado como um furacão de categoria 1 na Escala de furacões de Saffir-Simpson. Um meteorologista do CNF decidiu que "se parece com um furacão, provavelmente é, mesmo com ambiente e localização incomuns".
A impressionante organização de Vince como furacão foi muito curta, devido ao cisalhamento do vento que erodiu seu olho em algumas horas. Consequentemente, a tempestade enfraqueceu para uma tempestade tropical logo depois. Um grande cavado aproximou-se da tempestade vindo do noroeste, puxando a convecção para o norte enquanto o centro da tempestade, de baixa pressão, acelerava para leste. Em 10 de outubro, duas rajadas de convecção surpreenderam os meteorologistas, contudo a tempestade continuou a perder força, devido a baixa temperatura da água, que atingiu os 22 °C. Conforme Vince se aproximou da Península Ibérica, passou a perder força e em 11 de outubro tornou-se uma depressão tropical, pouco antes de alcançar a terra firma próximo à Huelva, na Espanha. A depressão, que movia-se rapidamente, logo dissipou-se no continente. Suas remanescências passaram pelo sul da Espanha, trazendo chuvas para regiões atingidas pela seca, e movendo-se posteriormente para o Mediterrâneo, após passarem por Alicante em 12 de outubro.

## Recordes e nomeação

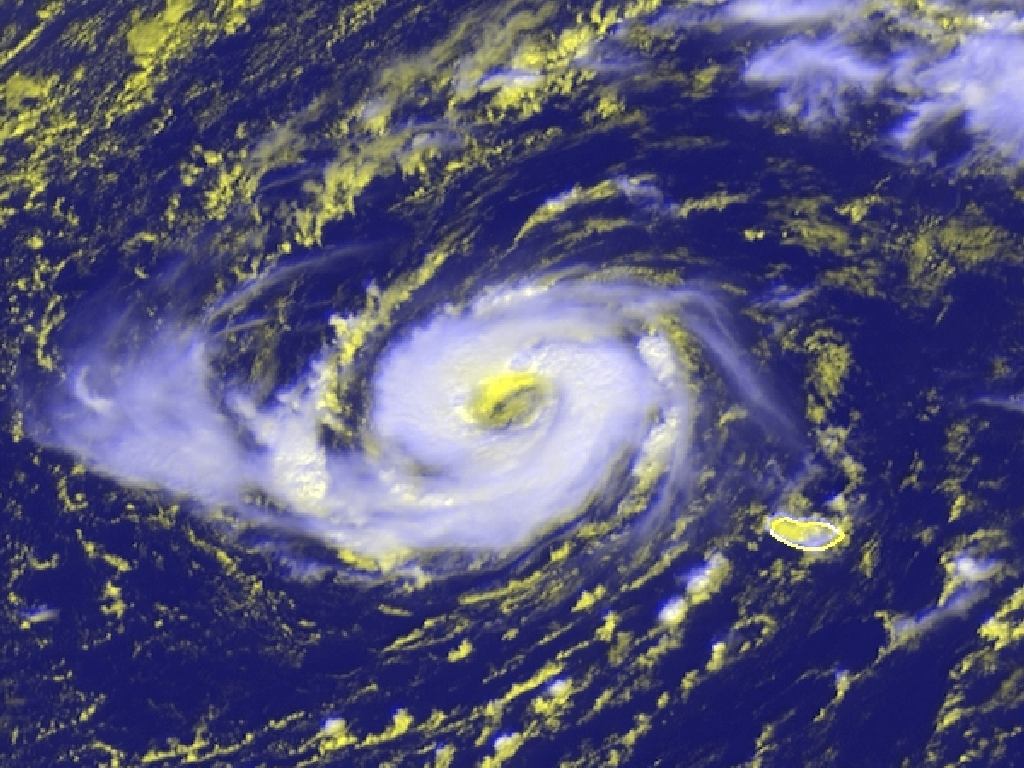
O furacão em 9 de outubro de 2005, próximo às Ilhas Madeira. Para efeito de comparação, a principal ilha das Madeiras (maior ilha na figura) possui cerca de 57 quilômetros de comprimento.

Por mais que o furacão Vince tenha se desenvolvido numa localização incomum no noroeste do Atlântico, distante de onde ciclone tropicais são normalmente encontrados, ele não é nem a tempestade tropical mais setentrional nem a mais oriental já registrada. Esses recordes são detidos pela Tempestade Tropical Alberto, da Temporada de furacões no Atlântico de 1988, que atingiu 41.5° N, e a Tempestade Tropical Ginger, da Temporada de furacões no Atlântico de 1967, que atingiu 18.1° W.
Vince, contudo, desenvolveu-se em um furacão mais a leste do que qualquer tempestade conhecida, em 18.9° W, entretanto foi ultrapassado pelo furacão Pablo em 2019. O Centro Nacional de Furacões também declarou que Vince foi o primeiro ciclone tropical registrado a chegar na Península Ibérica. Entretanto, documentos históricos sugerem a possibilidade de que uma tempestade tropical mais forte, o Furacão da Espanha de 1842, ter atingido a Península Ibérica em 29 de outubro de 1842. Vince também quebrou o recorde de furacão mais setentrional já registrado, entretanto foi ultrapassado pela Tempestade tropical Grace.